# 道の駅新潟ふるさと村
道の駅新潟ふるさと村（みちのえき にいがたふるさとむら）は、新潟県新潟市西区山田にある国道8号・国道17号の道の駅である。
1991年（平成3年）7月、当時の西蒲原郡黒埼町大字山田地内の旧新潟県運転免許試験場跡地に「新潟ふるさと村」として開業した。「新潟ふるさと村」の名称は、施設の総称として開業当初から使用しているが、1993年（平成5年）4月22日付で道の駅に登録する際の正式名称は、当時の町名から「道の駅黒埼」として登録した。その後2001年1月1日に黒埼町が新潟市に編入合併されたことに伴い、施設の総称「新潟ふるさと村」を道の駅の正式名称として採用した。

## 歴史
施設のテーマは「ふるさと新潟再発見」で、新潟県を象徴する観光拠点施設として、観光・物産の振興を図るとともに「ふるさと」に対する県民の意識を高め、地域活性化を一層推進させることを目的に官民一体で整備された。開業時は新潟の風土や観光情報を紹介する有料展示施設「アピール館」、物産販売施設「バザール館」、県花でもあるチューリップの花が年間を通じて見られる温室「グリーンハウス」と「ふるさと庭園」、黒埼町の特産品を扱う「Be-inくろさき」などで構成されていた。
それまで山田に所在した運転免許試験場は老朽化のため、1989年（平成元年）5月に、北蒲原郡聖籠町の新潟港東港区（新潟東港）内に所在する、県有の工業立地用造成地へ移転した。その当時、東港周辺は工業立地が進んでいなかったことから、新潟県がそれを補完する形で移転計画を進めたもので、ふるさと村の整備事業は試験場移転後の跡地利用の一環として行われたものである。
整備事業は1988年度（昭和63年度）から着手し、施設の運営管理を行う企業として、新潟県と当時の新潟県内全市町村（112市町村）、新潟交通や佐川急便など民間が出資する第三セクター「株式会社新潟ふるさと村」が設立された。
しかしその後はバブル崩壊の影響で、1992年（平成4年）には第三セクターが約4.6億円の累積赤字を計上するなど経営不振となり、さらに同年発覚した東京佐川急便事件の捜査過程で、第三セクターが佐川急便側から無利子で10億円の融資を受けていたことも発覚した。
このため、新潟県は第三セクターの経営再建策として、ふるさと村内のすべての土地・施設を買い受けて県有化したほか、有料となっていた展示施設「アピール館」の入館料を1994年（平成6年）度（1994年4月1日）から無料化するなどの方策を進めた。これにより1994年（平成6年）2月から、施設は新潟県が所有し、アピール館や付帯施設は社団法人新潟県観光協会が新潟県から管理業務を受託し、物産館「バザール館」は第三セクターが新潟県から使用許可を受けて運営を行う方式に変更された。
「アピール館」「グリーンハウス」は大規模な改装が行われ、1996年（平成8年）4月にリフレッシュオープンとなった。1997年（平成9年）4月にはふるさと庭園の中に「ふるさと越後の家（体験棟）」「ふるさとの家（展示棟）」「ふるさとお休み処（休憩棟）」 がオープンした。
駐車場ロータリー北側に位置する鉄筋2階建の洋館風の施設は、ふるさと村オープン以来テナントの出店と撤退が相次いでいた。1997年（平成9年）6月には当時の地ビールブームに合わせ、白根市（当時、2025年現在の新潟市南区）の醸造機器メーカーが運営する「新潟燦地麦酒 醸造所」と、直売所兼レストラン「メイプリップ」がオープンしたが、のちのブーム沈静化などもあって不採算となり、2001年（平成13年）8月をもって閉店した。その後もテナントの出店・撤退が続いたが、2025年現在は新潟市の外郭団体が運営する観光情報案内施設「時の旅人館」となっている。
展示施設「アピール館」には2006年（平成18年）度（2006年4月1日）から指定管理者制度が導入されており、同日から2007年（平成19年）度末（2008年3月31日）までは新潟県観光協会、翌2008年（平成20年）度（2008年4月1日）以降は2期にわたり、新潟ふるさと村運営グループ（愛宕商事、新潟ビルサービス、グリーン産業による共同事業体）が指定管理者として運営管理が行われている。

## 施設
- 駐車場
  - 最大550台（臨時駐車枠を含む）
    - 第一駐車場380台　
    - 河川敷駐車場170台

  - 観光バス：14台
  - 身障者用：9台
- トイレ
  - 男：大 17器、小 21器
  - 女：14器
  - 多目的：4器
- 物産館「バザール館」

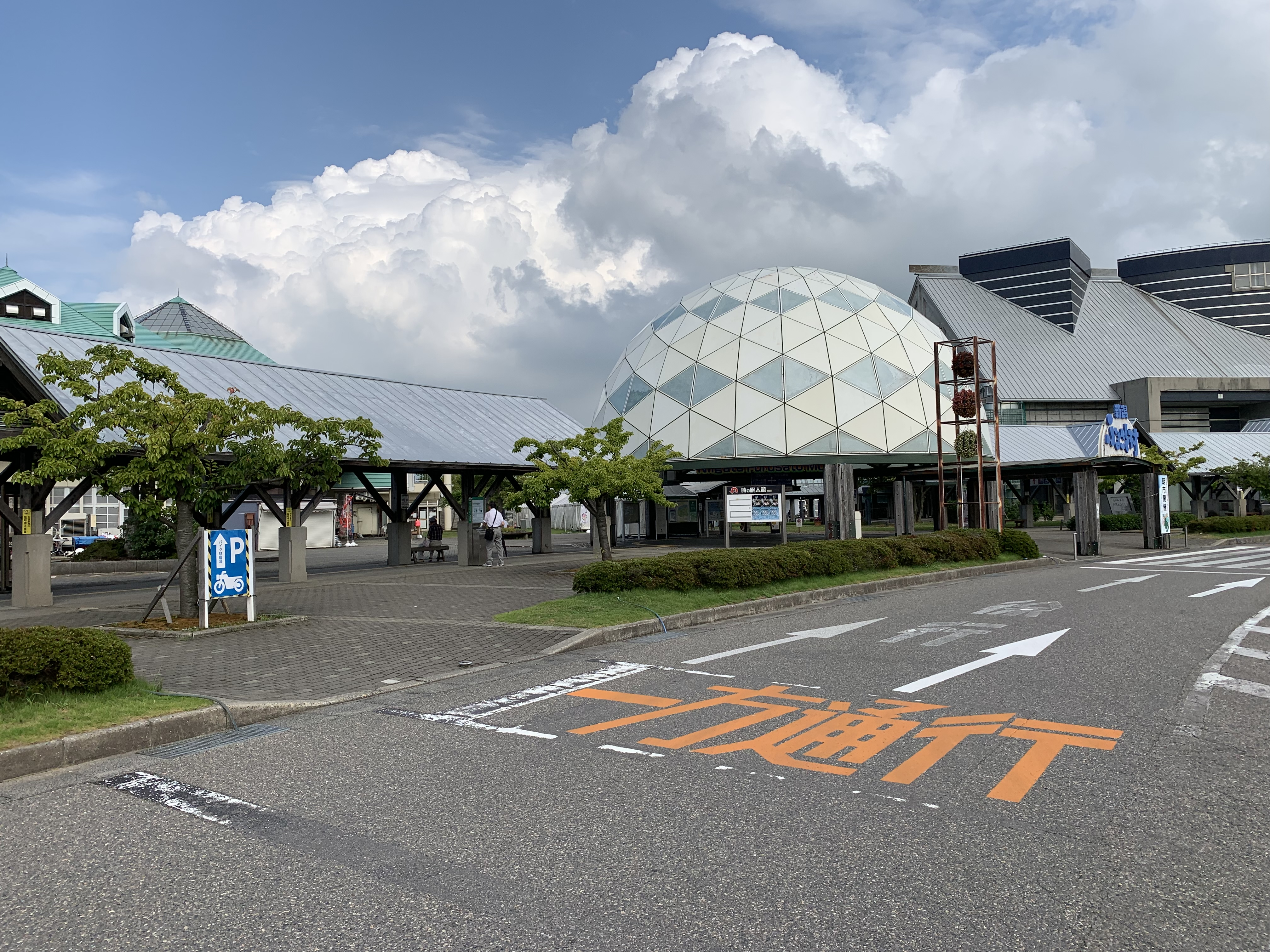
入口（2019年）

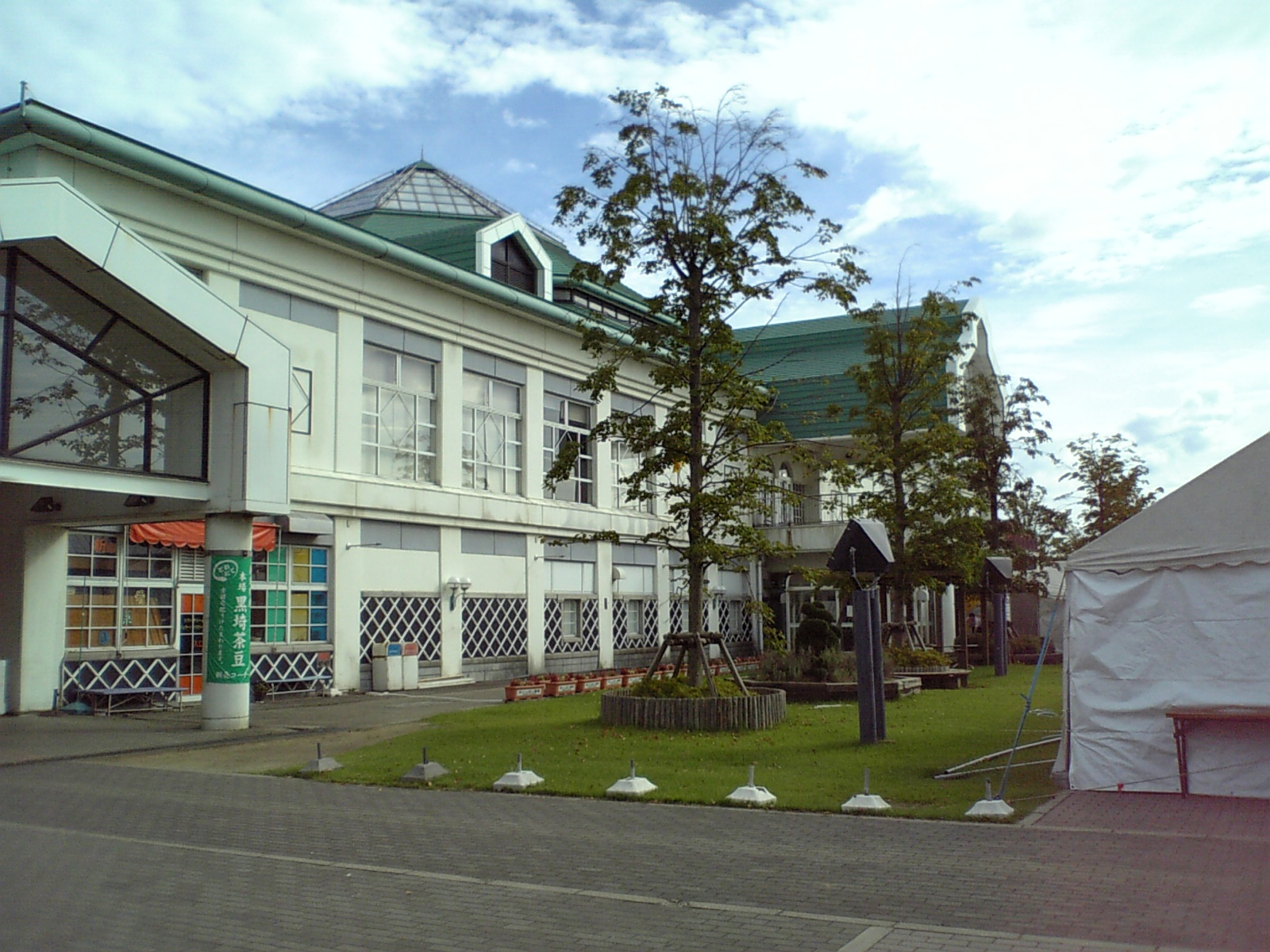
物産販売施設「バザール館」

  - 営業時間 9:30 - 17:30（夏季延長あり）
  - インフォメーションカウンター
  - 各種物販スペース
  - 新潟の地酒試飲コーナー
  - 鮮魚コーナー「鮮魚センター マリーン」
  - レストラン（11:00 - 15:00（平日）、10:30 - 15:00（土日祝））
  - 休憩室
- 歴史体感施設「アピール館」
  - 営業時間 9:00 - 17:00（夏季は18:00まで延長）
  - 観光情報コーナー
  - 積雪体験コーナー（通常の降雪機運転時間 10:30 - 15:30、GW及び盆期間は運転時間を延長）
  - ふるさとシアター（上映時間 9:00 - 16:40）
  - アンテナショップ・カフェ「GATARIBA」（営業時間 9:00 - 17:00）
- 新潟市観光情報館「時の旅人館」
  - 営業時間：9:00 - 17:00
  - 休館日：12月31日・1月1日
  - 2階：一般社団法人 新潟県サッカー協会

### 管理
- 施設所有
  - 信濃川左岸河川敷内の園地（リバーサイドパーク等）：国（国土交通省北陸地方整備局信濃川下流河川事務所）
  - その他：新潟県
- 各施設の運営管理
  - アピール館およびその付帯施設：指定管理者
  - バザール館：株式会社新潟ふるさと村
  - 新潟市観光情報館：公益財団法人新潟観光コンベンション協会

## 休館日
原則として年中無休だが、新潟市観光情報館は大晦日・元日が定休となる。
また施設点検の際には、全館休館となる場合がある。

## 交通アクセス
- 国道8号（・国道17号）・国道116号（新潟バイパス・新潟西バイパス）黒埼ICから三条方面へ約5分

ふるさと村では土曜・日曜や連休を中心にイベントが開催されており、国道8号では、ふるさと村最寄りの上山田・山田両交差点を中心とした渋滞が発生する場合がある。

### 路線バス
- 新潟交通 W7 大野・白根線、 W8 味方線 「新潟ふるさと村」バス停より徒歩すぐ
  - 2020年3月改正時点では、大野・白根線には青山発着の各停・快速（BRT萬代橋ラインと接続。一部直通便もある）、新潟駅前発着の急行、新潟駅南口発着の区間快速など様々な種別があるが、W72系統（ときめき・焼鮒経由）を除くすべての系統が停車する。味方線も全便が停車する[7]。

### 水上バス
ふるさと村裏手、市道と堤防を挟んだ信濃川左岸河川敷に、信濃川ウォーターシャトルが運航する水上バスの乗船場がある。ふるさと村とは歩道橋で連絡している。